# Alfons Pawelczyk

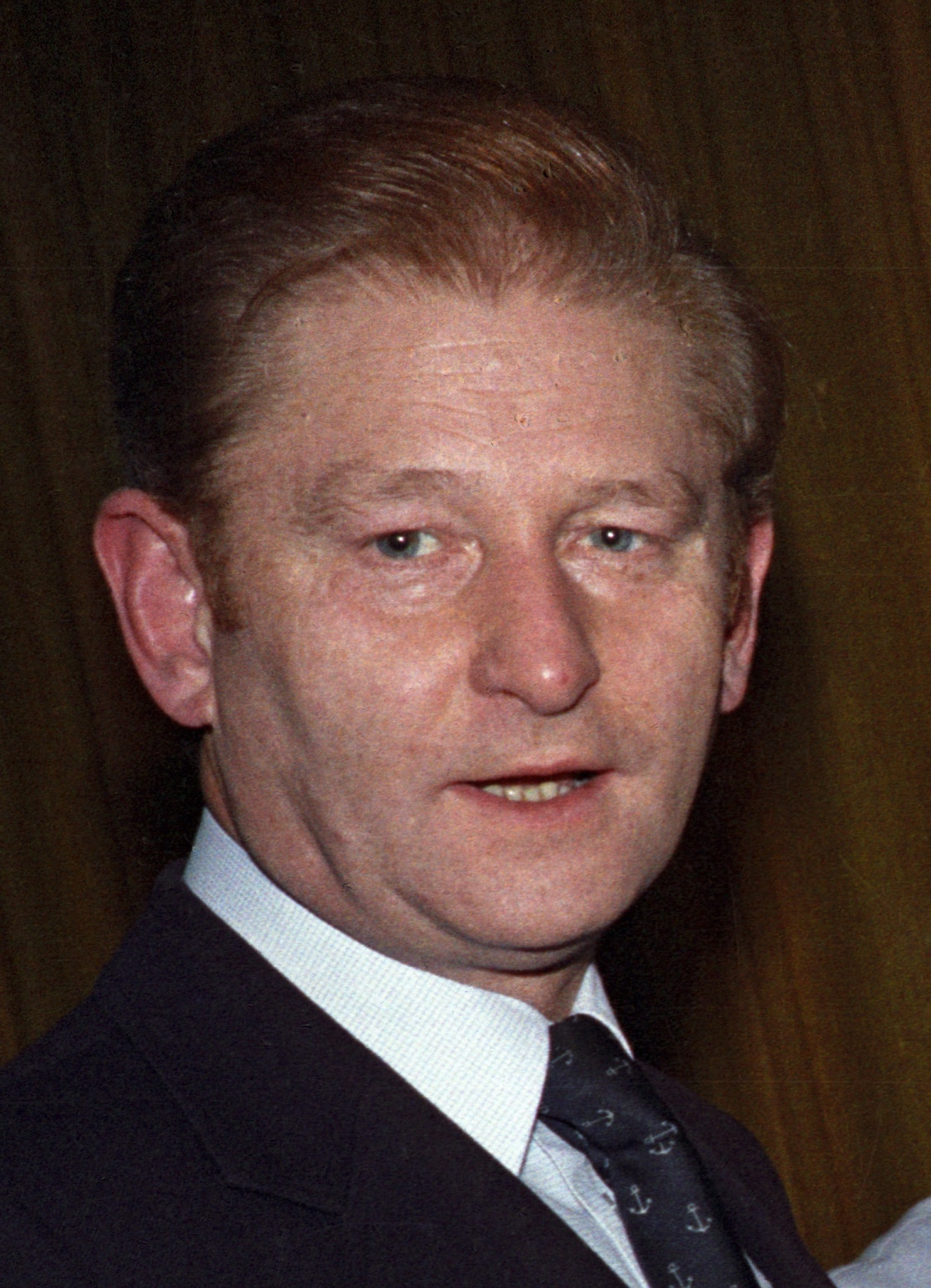
Alfons Pawelczyk

Alfons Franz Pawelczyk (* 26. Februar 1933 in Parnow, Kreis Köslin) ist ein deutscher Offizier (Major außer Dienst und Oberst der Reserve) und Politiker (SPD). Pawelczyk war in den 1950er Jahren Polizeibeamter in Berlin und Berufssoldat bei der Bundeswehr. Von 1969 bis 1980 war er Mitglied des Deutschen Bundestages, 1980 wurde er Mitglied des Senats der Freien und Hansestadt Hamburg. Er war von 1980 bis 1984 und 1986/87 Innensenator, zeitweise auch Zweiter Bürgermeister unter Klaus von Dohnanyi. Von 1988 bis 1991 blieb er Mitglied der Hamburger Bürgerschaft.

## Leben
Pawelczyk wurde im Februar 1933 als Sohn eines schwer Kriegsversehrten des Ersten Weltkriegs im Kreis Köslin in Pommern geboren. Er wuchs in einem Internat auf. Im Jahr 1945 wurde er vor der heranrückenden Roten Armee in die westlichen Besatzungszonen evakuiert.
Er wurde nach dem Zweiten Weltkrieg Pflegekind bei Bauern in Holstein; seinen Eltern begegnete er erst zwei Jahre später mithilfe des Deutschen Roten Kreuzes in einem Flüchtlingslager wieder. Am Internatsgymnasium Schloss Plön in Schleswig-Holstein legte er die Mittlere Reife ab. 1951/52 machte er eine Ausbildung im Berg-, Hoch- und Tiefbau.
Alfons Pawelczyk ist evangelisch, Vater von drei Kindern und war 66 Jahre lang mit seiner Frau Waltraud (geb. Wernau; † 2019) verheiratet.

### Militärischer Werdegang
Nach dem Dienst in der Bereitschaftspolizei Berlin von 1952 bis 1955 wechselte er 1956 als Soldat zum Heer der Bundeswehr. Dort wurde er bis zum Major befördert. Er war während seiner aktiven Dienstzeit u. a. Lehrer an der Heeresoffizierschule II in Hamburg. Pawelczyk wurde wegen Übernahme des politischen Mandats 1969 in den Ruhestand versetzt und wurde damit zum Major außer Dienst.
Zeitgleich mit seiner politischen Tätigkeit setzte er seinen militärischen Werdegang in der Laufbahn der Reserve fort und erreichte den Dienstgrad Oberst der Reserve.

### Sonstige Tätigkeiten
- Von 1994 bis 2014 führte er die Alfons Pawelczyk Beratungsgesellschaft mbH in Hamburg.[2][3]
- Von 1991 bis 1999 war er Beauftragter von Daimler Chrysler für Bundesangelegenheiten.[4] Aus Altersgründen gab er die Tätigkeit 1999 an Dieter Spöri (SPD) ab.[5]
- 1978 wurde er Aufsichtsratsmitglied der Studio Hamburg Atelierbetriebsgesellschaft mbH.
- Pawelczyk war bis 2018 Kuratoriumsmitglied des Hauses Rissen Hamburg – Institut für Internationale Politik und Wirtschaft[6].
- Er war Kuratoriumsmitglied der Stiftung Elbphilharmonie[7] und Beiratsvorsitzender der Stiftung zur Förderung der Technischen Universität Hamburg-Harburg.[8]

### Mitgliedschaften
Pawelczyk war Mitglied der im Jahr 1985 gegründeten Freitagsgesellschaft.

## Politik

### Arbeitsgruppen
Pawelczyk leitete von 1977 bis 1980 die Studiengruppe Internationale Sicherheit der Deutschen Gesellschaft für Auswärtige Politik; sein Nachfolger wurde Egon Bahr. Außerdem war er Leiter des Gesprächskreises Sicherheit und Abrüstung der SPD-nahen Friedrich-Ebert-Stiftung. Er veröffentlicht in Fach- und Kulturzeitschriften wie Europa-Archiv, Merkur, Neue Gesellschaft und Sicherheit und Frieden.

### Partei
Im Jahr 1961 trat er in die SPD ein. Dort übernahm er den Kreisverband Hamburg-Wandsbek. Außerdem wurde er Mitglied des Landesvorstandes der SPD Hamburg. Er wurde Vorsitzender des Hamburger Arbeitskreises Sicherheit und Mitglied des Sicherheitsausschusses beim SPD-Parteivorstand. Pawelczyk galt als Abrüstungs- und Verteidigungs-Experte seiner Partei.

### Bundestagsabgeordneter
In der 6.–9. Wahlperiode (1969–1980) saß Pawelczyk als Listen- (Platz 10), später Direktkandidat für den Wahlkreis Wandsbek (17.) bzw. Hamburg-Wandsbek (16.) im Deutschen Bundestag. Er erreichte 55,0 % (1972), 48,3 % (1976) und 54,5 % (1980) der Erststimmen. Pawelczyk war Ordentliches Mitglied des Verteidigungsausschusses und des Auswärtigen Ausschusses sowie Stellvertretendes Mitglied des Innenausschusses. Er war auch Mitglied der Nordatlantischen Versammlung, der Parlamentarischen Versammlung und der Versammlung der Westeuropäischen Union.
Er wurde Vorsitzender des Unterausschusses Abrüstung und Rüstungskontrolle und trat wegen der damaligen Bedrohung Deutschlands und Westeuropas durch sowjetische Mittelstreckenraketen nachdrücklich für den sogenannten NATO-Doppelbeschluss als Mittel außen- und sicherheitspolitischen Drucks auf Moskau ein, in dessen Spätfolge die beiden Supermächte am Ende tatsächlich die sogenannte „Doppelte Nullösung“ vereinbarten. In dieser Haltung rückte er auch nicht ab, als die SPD nach dem Ende der Regierungszeit des Bundeskanzlers Helmut Schmidt, des Urhebers des Doppelbeschlusses, von dessen Außen- und Sicherheitspolitik abrückte.

### Bürgerschaftsabgeordneter
Von 1982 bis 1991 war Pawelczyk Mitglied der Hamburger Bürgerschaft, wobei sein Abgeordnetenmandat während der Senatszeit ruhte (1982–1988).

### Mitglied des Hamburger Senats
Vom 26. November 1980 bis zum 13. Juni 1984 war er Innensenator der Freien und Hansestadt Hamburg, zunächst beim Ersten Bürgermeister Hans-Ulrich Klose und nach dessen Rücktritt 1981 bei Klaus von Dohnanyi. Im Zuge einer Senatsumbildung – bedingt durch den Rücktritt von Finanzsenator Jörg König – wurde er 1984 als Nachfolger von Helga Elstner Zweiter Bürgermeister (bis 1987).

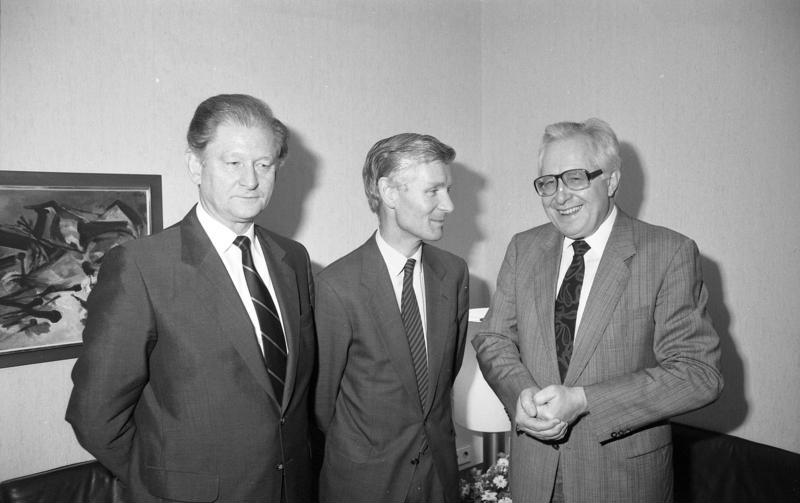
Pawelczyk, Voscherau und der damalige Bundesratspräsident Bernhard Vogel 1988 in der ehem. Landesvertretung der Freien und Hansestadt Hamburg (Bonn)

Außerdem wurde er von 1984 bis 1988 als Hamburger Bevollmächtigten beim Bund nach Bonn entsandt und übertrug ihn das Senatsamt für den Verwaltungsdienst. Nachdem sein Nachfolger im Innenressort Rolf Lange in der Folge des sogenannten „Hamburger Kessels“ zurücktreten musste, wurde er neben seinen Ämtern zusätzlich vom 7. August 1986 bis zum 2. September 1987 in die Innenbehörde entsandt. Unmittelbar nach der Rücktrittsankündigung des Ersten Bürgermeisters erklärte auch Pawelczyk zum 31. Mai 1988 seinen Abschied.
Pawelczyk begründete im Jahr 1982 die sogenannte Fachdirektion 65 der Hamburger Polizei zur Bekämpfung der Organisierten Kriminalität, die zu dem Zeitpunkt bundesweit einmalig war.

## Kontroversen
Spenden der Warburg-Bank
Im September 2021 erwirkte die Staatsanwaltschaft Köln einen Durchsuchungsbefehl bei Pawelczyk wegen des Anfangsverdachts der Begünstigung zur Steuerhinterziehung. Hintergrund ist, dass Pawelczyk ein Treffen von Vertretern der M.M.Warburg & CO mit Olaf Scholz arrangierte. Jene Bank hatte zuvor Wahlkampfspenden in Höhe von 45.500 Euro an die Hamburger SPD überwiesen. Das Anliegen der Bank war es, im Zuge von Cum-Ex-Geschäften zu Unrecht bewilligte Steuererstattungen in Höhe von 47 Millionen Euro nicht an den Hamburger Fiskus zurückzuerstatten zu müssen.